# 杰尔姆·艾伦
杰尔姆·拜伦·艾伦（英語：Jerome Byron Allen，1973年1月28日—），美国NBA联盟前职业篮球运动员。他在1995年的NBA选秀中第2轮第20顺位被明尼苏达森林狼选中。